# Столбовая (посёлок городского типа)
Столбовая — посёлок городского типа в Московской области России. Входит в городской округ Чехов.

## География
Расположен в 64 км к югу от Москвы. Узловая железнодорожная станция Столбовая на пересечении Московско-Курского направления Московской железной дороги и Большого кольца Московской железной дороги.

## История
Возникновение населённого пункта связывают со строительством Московско-Курской железной дороги и станции Столбовой в 1863 году. К 1900 году это уже был посёлок с несколькими полукустарными производствами, в том числе валяльным и кирпичным.
Статус посёлка городского типа — с 1968 года.
До 2017 года входил в состав муниципального образования городское поселение Столбовая Чеховского муниципального района
В 2022 году начат капитальный ремонт в Столбовской школе, в 2023 году начат капитальный ремонт домов на Парковой улице.

## Население
| 1970  | 1979  | 1989  | 2002  | 2006  | 2009  | 2010  |
| ----- | ----- | ----- | ----- | ----- | ----- | ----- |
| 4313  | ↗4907 | ↗5566 | ↘5185 | ↗5340 | ↗5462 | ↘5082 |
| 2012  | 2013  | 2014  | 2015  | 2016  | 2017  | 2018  |
| ↗5107 | ↗5124 | ↘5122 | ↗5132 | ↘5116 | ↘5049 | ↘5012 |
| 2019  | 2020  | 2021  | 2023  | 2024  |       |       |
| ↗5044 | ↘5028 | ↗5403 | ↘5321 | ↘5250 |       |       |

## Экономика
В Столбовой расположен питомник лабораторных животных Российской академии медицинских наук.

## Культура
В посёлке имеются общеобразовательная школа, амбулатория. С февраля 1969 года в посёлке работает библиотека. В 2009 году решением Совета депутатов Чеховского муниципального района № 28/3 библиотеке присвоено имя детского писателя, лауреата Международной премии им. Януша Корчака Олега Флавьевича Кургузова.